# 전봉민
전봉민(田奉珉, 1972년 10월 21일~)은 대한민국의 정치인으로 제21대 국회의원이다. 부산광역시 출신이며, 제5·6·7대 부산광역시의원을 지냈다.

## 학력
- 1979. 3.~1985. 2. 망미국민학교 졸업
- 1985. 3.~1988. 2. 광안중학교 졸업
- 1988. 3.~1991. 2. 대연고등학교 졸업

### 비학위 수료
- 2006 동의대학교 대학원 건축공학 박사 과정 수료

## 경력
- ㈜이진종합건설 대표이사
- 대연고등학교 총동창회 홍보이사
- 부산광역시 체육회 세팍타크로 부회장
- 해운대경찰서 범죄피해자협의회 위원
- 2008년 6월 4일: 2008년 상반기 재보궐선거 당선(민선 4기, 부산 수영구 제2선거구, 한나라당, 초선)
- 2008. 6.~2010. 6. 제5대 부산광역시의회 의원(민선 4기, 부산 수영구 제2선거구, 한나라당, 초선)
  - 2008. 6.~2008. 7. 제5대 부산광역시의회 전반기 보사환경위원회 위원
  - 2008. 7.~2010. 6. 제5대 부산광역시의회 후반기 해양도시위원회 위원
- 부산광역시 도시녹화추진 자문위원
- 부산광역시 공업용지 정비계획수립 용역 자문위원
- 부산광역시 남구·수영구 아름다운가게 운영위원장
- 부산광역시 수영구 새마을지도자 후원회 고문
- 부산광역시 수영구 족구연합회 고문
- 부산광역시 수영구 태권도연합회 고문
- 2010년 6월 2일: 제5회 전국동시지방선거 당선(민선 5기, 부산 수영구 제2선거구, 한나라당, 재선)
- 2010. 7.~2014. 6. 제6대 부산광역시의회 의원(민선 5기, 부산 수영구 제2선거구, 한나라당→새누리당, 재선)
  - 2010. 7.~2012. 7. 제6대 부산광역시의회 전반기 보사환경위원회 위원
  - 2012. 7.~2014. 6. 제6대 부산광역시의회 후반기 보사환경위원회 위원장
- 새누리당 부산광역시당 부대변인
- 부산광역시 수영구 리틀 야구단 단장
- 의원연구모임 "늘푸른연구모임" 회장
- 2012. 11.~2012. 12. 제18대 대통령 선거 새누리당 박근혜 대통령 후보 부산광역시당 선거대책위원회 부대변인
- 부산광역시 수영구 자유총연맹 부회장
- 부산광역시 사회복지위원회 위원
- 부산광역시 인구보건복지협회 위원
- 부산광역시 도시공원위원회 위원
- 부산광역시 지방산지관리위원회 위원
- 부산광역시 지하수관리위원회 위원
- 부산광역시 사회단체보조금 심의위원
- 2014년 6월 4일: 제6회 전국동시지방선거 당선(민선 6기, 부산 수영구 제2선거구, 새누리당, 3선)
- 2014. 7.~2018. 6. 제7대 부산광역시의회 의원(민선 6기, 부산 수영구 제2선거구, 새누리당→자유한국당, 3선)
  - 2014. 7.~2016. 7. 제7대 부산광역시의회 전반기 운영위원회 위원장
  - 2014. 7.~2016. 7. 제7대 부산광역시의회 전반기 교육위원회 위원
  - 2016. 7.~2018. 6. 제7대 부산광역시의회 후반기 운영위원회 위원
  - 2016. 7.~2018. 6. 제7대 부산광역시의회 후반기 교육위원회 위원
  - 2018. 4.~2018. 6. 제7대 부산광역시의회 후반기 부의장
- 2014. 9.~2015. 8. 전국시도의회 운영위원장 협의회 회장
- 전국 시·도의회 운영위원장협의회 회장
- 수미초등학교 운영위원장
- 동수영중학교 운영위원장
- 재단법인 남촌장학회 이사
- 2020년 4월 15일: 대한민국 제21대 국회의원 선거 당선(부산 수영구, 미래통합당, 초선)
- 2020. 6.~2020. 9. 미래통합당 부산광역시당 수영구 당원협의회 위원장
- 2020. 9.~2020. 12. 국민의힘 부산광역시당 수영구 당원협의회 위원장
- 2020. 9.~2020. 12. 국민의힘 호남 동행 국회의원 발대식 명예의원(전라남도 구례군)
- 2020. 10.~2020. 12. 국민의힘 수해대책특별위원회 위원
- 2020. 10.~2020. 12. 국민의힘 약자와의 동행 위원회 정책동행분과 위원
- 2020. 11.~2020. 12. 국민의힘 정책조정위원회 제5정조부위원장(복지·환노·여가 분야)
- 2020. 12.~2020. 12. 2021년 재보궐선거 국민의힘 공약개발단 공통공약 개발단 안심안전팀 위원
- 2021. 12.~2024. 1. 국민의힘 부산광역시당 수영구 당원협의회 위원장
- 2021. 12.~2022. 1. 제20대 대통령 선거 국민의힘 윤석열 대통령 후보 선거대책위원회 중앙선거대책본부 조직총괄본부 부산울산경남본부장
- 2022. 1.~2022. 3. 제20대 대통령 선거 국민의힘 윤석열 대통령 후보 선거대책본부 조직본부 부산·울산·경남본부장
- 2022. 4.~2022. 5. 제20대 대통령직인수위원회 외교안보분과 2030부산엑스포유치TF 연구위원
- 2022. 4.~2023. 4. 국민의힘 원내부대표
- 2022. 5.~2022. 6. 제8회 전국동시지방선거 국민의힘 부산광역시당 선거대책위원회 공동 선대본부장
- 2022. 7.~2022. 7. 국민의힘 당 상임위원장 후보자 선출 선거관리위원회 위원
- 2022. 7.~2023. 7. 국민의힘 부산광역시당 수석부위원장
- 2022. 9.~2022. 9. 국민의힘 원내대표와 국회 운영위원장 선출을 위한 선거관리위원회 위원
- 2022. 10.~2022. 10. 국민의힘 당 국회부의장 후보자 선출 선거관리위원회 위원
- 2022. 12.~2022. 12. 국민의힘 당 상임위원장 후보자 선출 선거관리위원회 위원
- 2023. 1.~2024. 5. 국회의장 직속 경제외교자문위원회 위원
- 2023. 2.~2023. 7. 국민의힘 부산시당 위원장 직무대행
- 2023. 3.~2023. 4. 국민의힘 원내대표와 국회 운영위원장 선출을 위한 선거관리위원회 위원
- 2023. 7.~2024. 6. 국민의힘 부산광역시당 위원장
- 2023. 11.~2024. 4. 국민의힘 공정선거 제도개선 특별위원회 위원
- 2024. 1.~2024. 4. 제22대 국회의원 선거 국민의힘 공약개발본부 중앙공약개발단 안전플러스 단장
- 2024. 1.~2024. 4. 제22대 국회의원 선거 국민의힘 부산광역시당 공약개발단 공동단장
- 2024. 3.~2024. 4. 제22대 국회의원 선거 국민의힘 부산광역시당 선거대책위원회 총괄선대본부장

### 의정 활동
- 2020. 5.~2024. 5. 제21대 국회의원(부산 수영구, 미래통합당→국민의힘→무소속→국민의힘, 초선)
  - 2020. 7.~2022. 5. 제21대 국회 전반기 보건복지위원회 위원
  - 제21대 국회 전반기 보건복지위원회 제1법안심사소위원회 위원
  - 2020. 7.~2024. 5. 한중차세대리더포럼 구성의원
  - 2020. 7.~2024. 5. 국회 대중문화 미디어 연구회 구성의원
  - 2020. 7.~ 철강포럼 구성의원
  - 2022. 5.~2022. 5. 제21대 국회 전반기 국회운영위원회 위원
  - 2022. 7.~2022. 8. 중앙선거관리위원회 위원(남래진) 선출에 관한 인사청문특별위원회 위원
  - 2022. 7.~2022. 8. 제21대 국회 후반기 국회운영위원회 위원
  - 2022. 7.~2024. 5. 제21대 국회 후반기 행정안전위원회 위원
    - 제21대 국회 후반기 행정안전위원회 법안심사 제2소위원회 위원

  - 2022. 7.~2022. 7. 제21대 국회 후반기 예산결산특별위원회 위원
  - 2022. 9.~2023. 4. 제21대 국회 후반기 국회운영위원회 위원
  - 2023. 2.~2023. 12. 제21대 국회 2030 부산세계박람회 유치지원 특별위원회 위원

## 수상
- 2015 지방의원 매니페스토 약속대상

## 사건
- 2020. 12. 20. - 탐사기획 스트레이트(115회) 전봉민 의원은 어떻게 914억 부자가 됐나?_취재기사에게  3000만원제시.

스트레이트가 방송된 후인 2020년 12월 22일 편법 증여 의혹으로 국민의힘을 자진 탈당했다가 2021년 12월 2일 복당했다.

## 역대 선거 결과
|  | 37.78% |

|  | 61.49% |

|  | 65.05% |

|  | 48.70% |

|  | 55.93% |

## 같이 보기
- 수영구 (선거구)
- 부산 수영구의 국회의원